# 谭晶华
谭晶华（1951年6月15日—），中国日本文学翻译家，籍贯山东牟平，生于上海，长期从事日本近代文学的研究。曾任上海外国语大学常务副校长、中国翻译协会副会长、上海翻译家协会会长等职。

## 生平
1951年6月15日生于上海。1968年毕业于华东师范大学第一附属中学，在江西省井冈山地区四县交界处插队落户近六年。1974年10月进入上海外国语学院学习日语，1977年毕业。1982年至1983年，在北京语言学院中国日语教师进修中心（大平班）高级班进修。1988年至1989年，在日本东京都樱美林大学进修学习。2007年被评为二级教授。2009年获得文学博士学位，论文《川端康成文学的艺术性·社会性研究》。
1973年加入中国共产党。1977年毕业后留校工作，曾任上海外国语学院日语系副主任、主任，科研研究生部主任，校长助理。1994年6月开始担任上海外国语大学副校长，2006年12月至2011年5月任常务副校长。2016年正式退休。
他同时也是上海翻译家协会第五、六届会长，中国翻译协会副会长、常务理事，郑州大学兼职教授并曾于2015年获第五届上海市德艺双馨文艺工作者称号